# Minúsculo 715
Minúsculo 715 (numeração de Gregory-Aland), ε364 (von Soden) é um manuscrito grego minúsculo do Novo Testamento, em pergaminho. Paleograficamente determinou-se que é do século XIII dC. O manuscrito tem um conteúdo bastante complexo. . Scrivener o marcou como 564e.

## Descrição
O códice contém textos dos quatro Evangelhos em 176 folhas de pergaminho e duas folhas de guarda não laminares em papel moderno no início e no fim.
O texto foi escrito em duas colunas por página, com 27 a 29 linhas por página. O manuscrito também tem decoração ornamental no início dos capítulos, com a letra inicial em grandes letras vermelhas e as pequenas também em vermelho.
O manuscrito contém um prolegômeno, lista dos κεφαλαια (capítulos) antes de cada Evangelho. O texto está dividido em capítulos, cujo número é dado na margem esquerda do texto, com o τιτλοι (título) no topo. 
O texto contém ainda extratos de um comentário de Eulógio de Alexandria e diagnósticos de Hesíquio.

## Texto

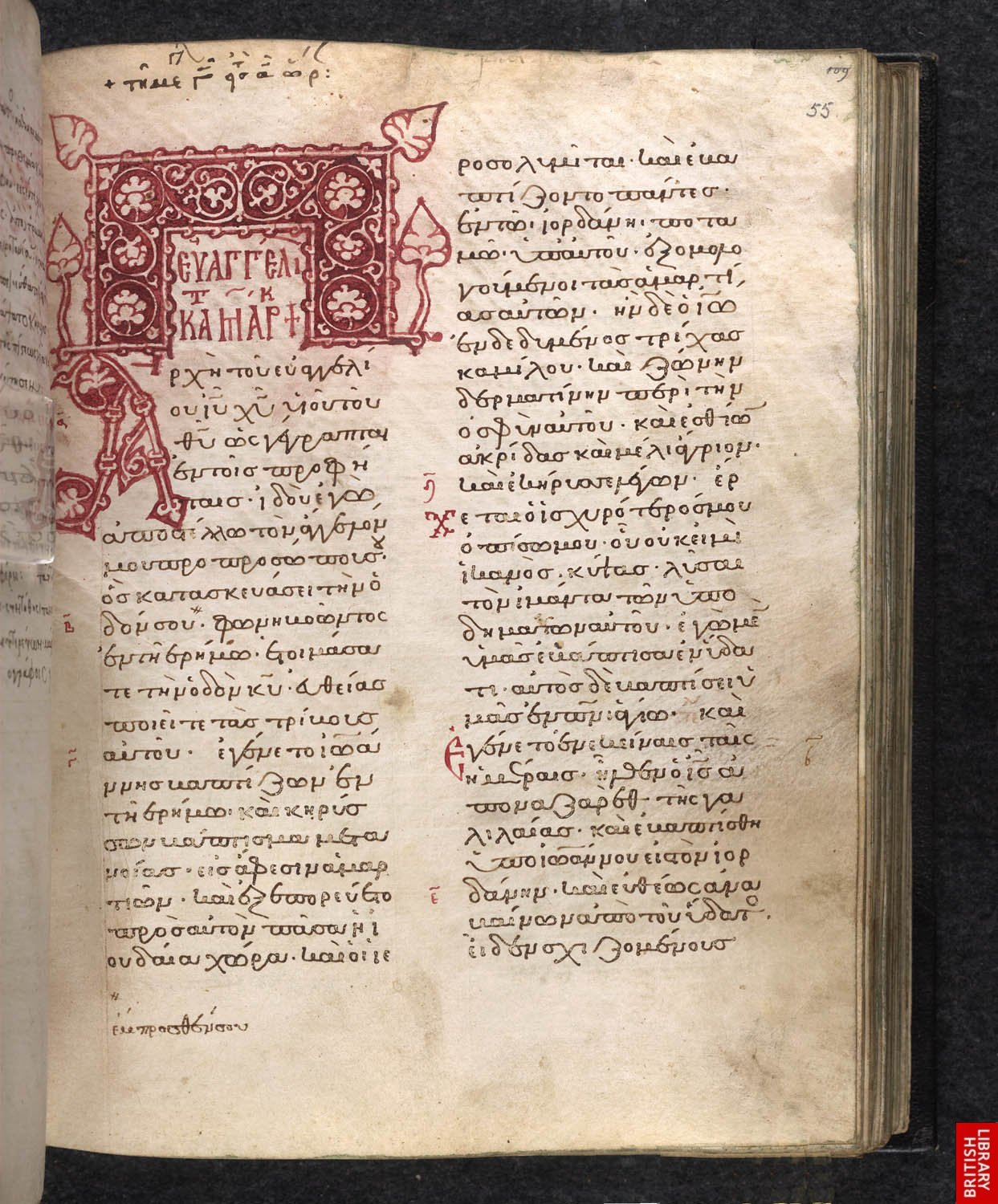
Folha 55, o início de Marcos

A texto grego do códice é representativo do texto-tipo bizantino. Von Soden classificou-o como Ak, relacionado ao texto comentado bizantino (assim como os minúsculos 534, 546, 558, 573). Kurt Aland o colocou na Categoria V.
Variantes textuais
A palavra antes do colchete é leitura da edição da United Bible Societies (UBS) da Bíblia, a palavra depois é a leitura no manuscrito.
A leitura do Textus Receptus está em negrito.
Marcos 1:2 – καθως γεγραπται ] ως γεγραπται
Marcos 1:2 – εν τω Ησαια τω προφητη ] εν τοις προφεταις
Marcos 1:5 – παντες, και εβαπτιζοντο υπ αυτου εν τω Ιορδανη ποταμω ] και εβαπτιζοντο παντες εν τω Ιορδανη ποταμω υπ αυτου

## História
Scrivener datou o manuscrito no século XIII dC, Gregory indicou os séculos XIII ou XIV dc. Atualmente, a data do manuscrito pelo Institute for New Testament Textual Research (INTF) é mesmo o século XIII dC. 
Há uma nota em grego na folha 2 com data de 25 de agosto de 1720. O manuscrito foi comprado pelo Museu Britânico em 1893 (juntamente com os minúsculos 714 e 716).
Ele foi adicionado à lista de manuscritos do Novo Testamento por Scrivener (564) e Gregory (715). 
Atualmente, o texto está preservado na Biblioteca Britânica (Egerto 2785) em Londres.